# Galeomma turtoni
Galeomma turtoni är en musselart som beskrevs av Turton 1825. Galeomma turtoni ingår i släktet Galeomma och familjen Galeommatidae. Inga underarter finns listade i Catalogue of Life.